# Macrobrachium guangxiense
Macrobrachium guangxiense är en kräftdjursart som beskrevs av Liang och Yan 1981. Macrobrachium guangxiense ingår i släktet Macrobrachium och familjen Palaemonidae. Inga underarter finns listade i Catalogue of Life.